# NGC 6291
NGC 6291 é uma galáxia espiral barrada (SBb) localizada na direcção da constelação de Draco. Possui uma declinação de +58° 56' 16" e uma ascensão recta de 17 horas, 00 minutos e 56,0 segundos.
A galáxia NGC 6291 foi descoberta em 13 de Agosto de 1885 por Lewis A. Swift.